# کوه لونگیدو
کوه لونگیدو (به لاتین: Mount Longido) یک کوه در تانزانیا است که در استان آروشا واقع شده‌است. کوه لونگیدو ۲٬۶۳۷ متر بالاتر از سطح دریا واقع شده‌است.